# Stadspark (Harelbeke)

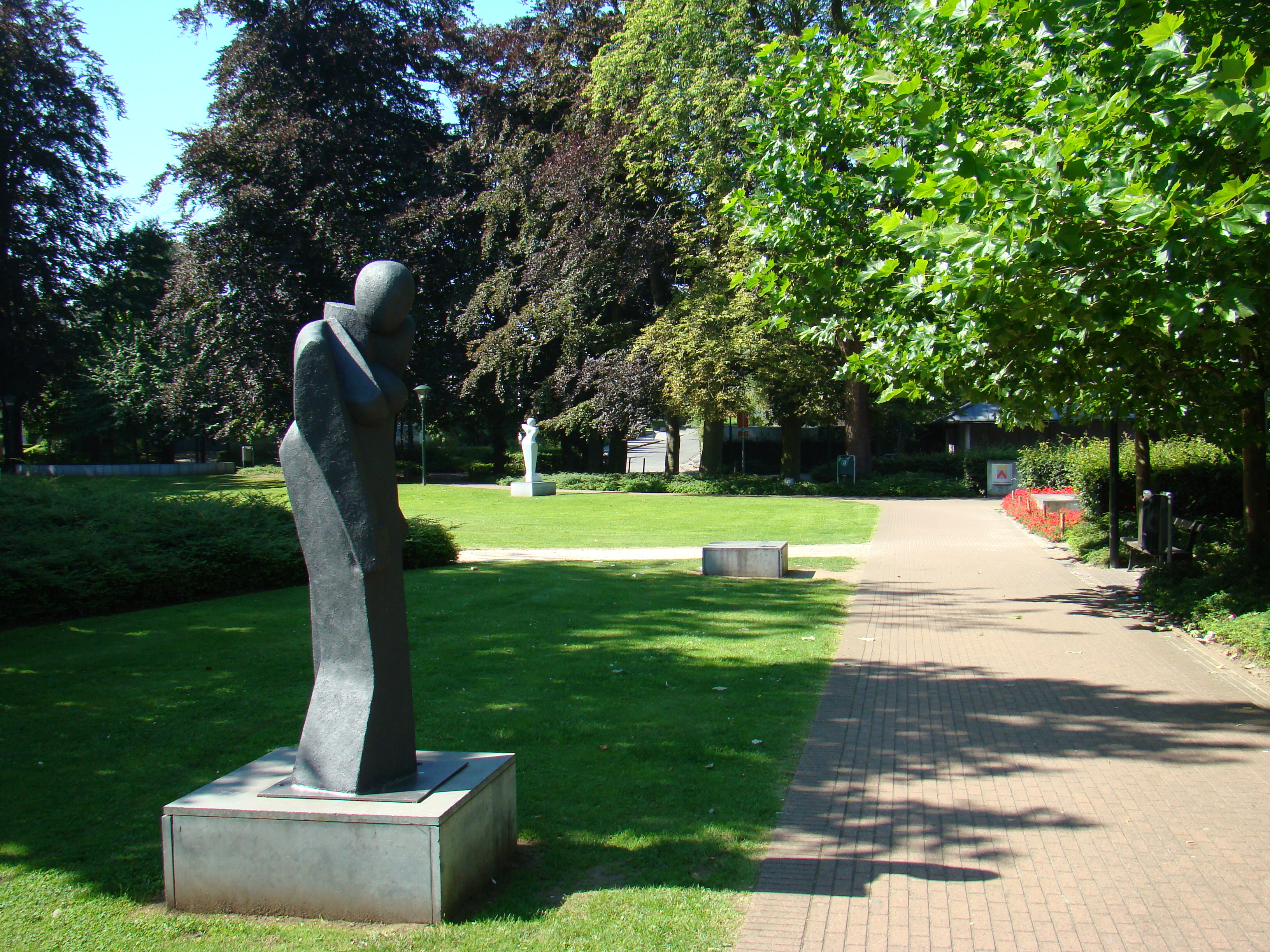
Stadspark van Harelbeke, met een tentoonstelling van beelden van de Stedelijke Academie voor Beeldende Vorming.

Het Stadspark van Harelbeke is een klein openbaar park. Het is verbonden met de Ballingenweg, de Stationsstraat en de achterzijde van het stadhuis.

## Geschiedenis
Vroeger lagen hier bleekweiden. Dat waren openbare weiden waar wevers van Harelbeke hun lakens kwamen bleken. Daarna was het lange tijd een tuin geweest van het huidig stadhuis, toen een herenwoning. De stad kocht de tuin in 1949 van de familie Gheysens en opende het park voor het publiek in 1961.  Sommige oude muren werden gesloopt. 
In 2000 werd het park volledig heraangelegd door landschapsarchitect Laurens Van Elsander met een ronde vijver rond het standbeeld van Peter Benoit en een sobere beplanting van onder andere platanen en beukhagen.

## Kunstwerken

### Standbeeld Peter Benoit
Een bronzen standbeeld van Peter Benoit staat aan de ingang, met fonteinen aan de voet. Het werd ontworpen door Alfred Courtens en werd ingehuldigd in 1951 ter ere van de vijftigste verjaardag van het overlijden van de componist. Het is 4,75 meter hoog. Het stelt Peter Benoit voor, gehuldigd door een vrouw (Glorie) en kind als symbool voor de overwinning. Hij houdt in de rechterhand een ganzenpen (symbool voor de werken die hij heeft gecomponeerd) en in de linkerhand een lier (symbool voor de muziek).
Op 1 april 1976 toen de verkiezingsstrijd werd gevoerd, lag aan de voet van Peter Benoit een kiespamflet "Stem Peter Benoit nr. 75" met onder meer het programma:
1. Geen geleuter rond mijn persoon
2. Een Leie om in te zwemmen
3. Gavers waar ik rustig kan vrijen
4. Meer muziek, minder recepties
5. Geen stomme afbraken van historische gebouwen
Het standbeeld droeg ook een jeneverfles in de hand. De grap werd waarschijnlijk door jongeren van het jeugdhuis van Harelbeke gemaakt.

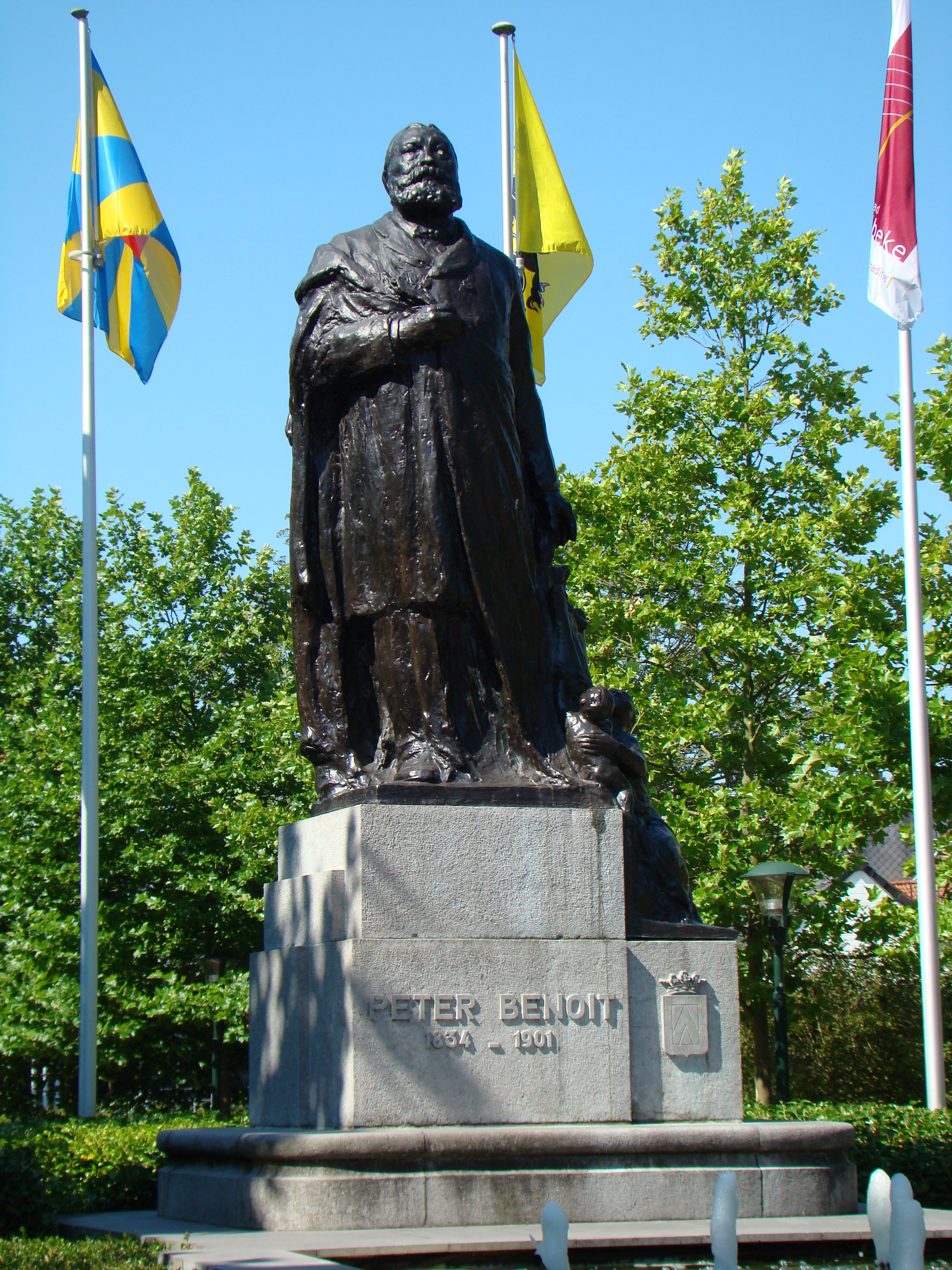
Standbeeld van Peter Benoit

### Magische lindencirkel
Een magische lindencirkel of millenniumcirkel aangelegd in 1999, bij de toegang van de Ballingenweg, vertegenwoordigt zes mijlpalen voor de toekomst. Het ontving de VVOG-ereprijs voor openbaar groen.

## Activiteiten
Tot 2023 werd het Parkfeest georganiseerd om de zomer af te sluiten.